# Марія-Антуанетта
Марія-Антуанетта (фр. Marie-Antoinette, нім. Maria Antonia Josepha Johanna von Habsburg-Lothringen; 1755—1793) — королева Франції, дружина Людовика XVI, дочка Марії Терезії і Франца I. Від початку Французької революції натхненниця контрреволюційних змов та інтервенції. Засуджена Конвентом і страчена на гільйотині.

## Австрійська ерцгерцогиня

Марія Антуанетта

Марія-Антуанетта народилася 2 листопада 1755 у Відні й була 15-ю дитиною Марії-Терезії та імператора Франца I Лотаринзького. Ерцгерцогиню назвали на честь Діви Марії, святого Антонія Падуанського, свого старшого брата Йозефа і святого Івана. Усіх попередніх дітей Марія-Терезія народила без будь-яких проблем. Під час пологів останньої доньки виникли серйозні ускладнення, лікарі побоювалися за життя матері. Важкі пологи та землетрус у Лісабоні, який стався 1 листопада 1755 року й забрав багато життів, почали трактувати як погані ознаки для новонародженої. Особливо якщо врахувати той факт, що хрещеними батьками Марії-Антуанетти були король і королева Португалії, хоча їхніми представниками були ерцгерцог Йозеф і ерцгерцогиня Марія-Анна.
Дитинство і юність Марії-Антуанетти пройшли при дворі, в основному в палаці Шенбрунн, у колі великої і люблячої сім'ї, яка однак дотримувалася суворих правил. Уже починаючи з трьох років, подібно до інших жінок її сім'ї, вона мусила носити корсет. Виховання в імператорській родині починалося змалку й базувалося на суворій програмі, розробленій Марією-Терезією спеціально для своїх дітей. До програми занять входили уроки танців, відвідування театральних вистав, уроки історії, живопису, правопису, вивчення теорії управління державою, трохи математики та іноземних мов. Дівчаткам також викладали рукоділля і мистецтво ведення світської бесіди. Сучасники відзначали, що, незважаючи на всі старання, Марія-Терезія не відзначалася великою любов'ю до знань. Дівчинка більше любила ігри ніж заняття, а мати до певного часу не звертала уваги на її освіту. Марія-Антуанетта погано писала німецькою і французькою мовами, її музична освіта не була найкращою (хоча вчителем був сам Ґлюк), знання з історії та географії також були поверховими. За рекомендацією єпископа Орлеанського вихователем їй призначили абата Вермона. Вермон вказував, що у маленької Марії-Антуанетти є шарм, чудовий характер і вміння триматися на публіці. Вермон зазначав:
У неї більше інтелекту, ніж можна було припускати, але, на жаль, через незібраність в свої дванадцять років вона не звикла його концентрувати. Трошки ліні і багато легковажності ускладнюють заняття з нею. Шість тижнів я викладав їй основи витонченої словесності, вона добре сприймає предмет, але мені поки не вдалося змусити її глибше зацікавитися викладеним матеріалом, хоча я і відчуваю що здібності до цього у неї є. Я зрозумів нарешті, що добре засвоює вона лише те, що одночасно і розважає її..
За відгуками осіб, які знали Марію-Антуанетту, вона не прочитала до кінця жодної книги і завжди уникала серйозних розмов.

## Дофіна Франції

### Союз Габсбургів і Бурбонів
У другій половині XVIII століття австрійські та французькі дипломати прагнули союзу двох династій: Бурбонів і Габсбургів. Запорукою міцності цього союзу мали стати династичні шлюби між 14-ма ерцгерцогами і ерцгерцогинями і нащадками династії Бурбонів, представники якої в той час правили у Франції, Іспанії, в Королівстві Обох Сицилій і Пармі. Цей захід був покликаний поліпшити політичні відносини Австрії з іншими державами та зміцнити її положення у Європі. Французька й австрійська сторони розглядали різні варіанти: передбачалося одружити Людовика XV з принцесою династії Габсбургів, імператора Йосипа II з одною із доньок французького короля. Першим шлюбним союзом між династіями Бурбонів і Габсбургів стало одруження ерцгерцога Йозефа Йосипа II і Марії-Ізабелли Бурбон-Пармської. Наступним був брат Йозефа Леопольд, майбутній імператор Леопольд II, одружився з принцесою Марією-Луїзою Іспанської. Третій син, ерцгерцог Фердинанд Карл, одружився зі спадкоємицею Модени з дому Есте, герцогинею Беатріче Моденською-Есте.
На відміну від успіху шлюбних домовленостей щодо своїх синів, Марія-Терезія з одруженнями доньок виникли численні проблеми. Старша дочка, ерцгерцогиня Марія-Анна, через слабке здоров'я залишилася неодруженою. Плани щодо укладення шлюбного союзу між миловидною ерцгерцогинею Марією-Єлизаветою Австрійською та королем Франції Людовіком XV не здійснилися через те, що та захворіла на віспу. У той час як ерцгерцогиня Марія-Христина Австрійська змогла обрати собі чоловіка, герцога Альберта Саксен-Тешенського, за власним бажанням, ерцгерцогиню Марію-Амалію Австрійську видали в шлюб всупереч її волі з Фердинандом I Бурбон-Пармським.  Ерцгерцогині Йоанна-Габріелла і Марія-Йозефа, померли від віспи, таким чином ерцгерцогиня Марія-Кароліна Австрійська зайняла місце нареченої Фердинанда I, короля Обох Сицилій.

### Шлюб з Людовиком
Укладення шлюбу між австрійською ерцгерцогинею Марією-Антуанеттою і дофіном Франції мало стати останнім і найграндіознішим союзом між династіями Бурбонів і Габсбургів, а також посилити мир між Францією та Австрією. Марія-Терезія наполегливо домагалася від французького короля офіційної пропозиції. Її надіслали в 1769 році. Після підписання шлюбного договору виявилося, Марія-Антуанетта має значні прогалини в загальних знаннях і не дуже добре володіє французькою мовою. Імператриця запросила вихователів, викладачі танців та іноземних мов, які в найкоротші терміни мали підготувати юну ерцгерцогиню до виконання її обов'язків королеви Франції. З цього моменту і до самого від'їзду Марія-Антуанетта спала в покоях своєї матері.
19 квітня 1770 року відбулося одруження за дорученням, де нареченого представляв ерцгерцог Фердинанд. 21 квітня Марія-Антуанетта у віці 14 років назавжди залишає Відень. 7 травня пройшла церемонія «передачі» на «нейтральній» території, на безлюдному рейнському острівці поблизу Страсбурга. За правилами ритуалу, дівчина мала розпрощатися зі своїми австрійськими друзями та знайомими, які її супроводжували, а також повністю роздягтися. Це означало, що вона залишає все, що належало чужоземному двору і державі, щоб стати королевою Франції. Її одягнули у все французьке. З цього дня австрійська ерцгерцогиня Марія-Антонія ставала дофіною Франції Марією Антуанеттою. Королівська родина зустріла Марію-Антуанетту в Комп'єнському лісі.
16 травня 1770 у Версалі відбулося друге одруження. Одне свято з нагоди одруження змінювалося іншим. Кульмінацією мали стати народні гуляння 30 травня 1770 року на сьогоднішній площі Згоди з музикою, феєрверком, вином, хлібом і м'ясом коштом казни. Народ юрмився на площі і на підходах до неї. Ситуація ускладнювалася присутністю на площі будівельних котлованів. Піротехнічні ракети, з тріском і шипінням вибухали в натовпі, викликаючи паніку серед народних мас. Люди, які прийшли на свято, кинулися навтьоки, наштовхуючись один на одного, багато потрапило в котловани або були затоптані натовпом. У результаті погано організованого свята загинули 139 людей і сотні були поранені. Загиблих поховали на кладовищі Святої Мадлен — 23 роки потому труп Марії-Антуанетти скинуть на цьому ж кладовищі в загальну могилу. Марія-Терезія розуміла, що дочка дуже молода і потребує керівництва, тому відрядила до Франції свого посланника Флорімона Клода де Мерсі-Аржанто. Він стежив за кожним кроком дофіни й докладно про все інформував імператрицю.
Фактично шлюб не був консумований — дофін страждав на фімоз, потрібна була хірургічна операція, на яку Людовик довго не міг зважитися. Лише через сім років, після того, як брат Марії-Антуанетти імператор Йосип спеціально приїхав до Парижа, щоб вмовити зятя на операцію, Людовик дав на неї згоду.
Неповноцінність чоловіка, ненормальний шлюб зробили Марію-Антуанетту одержимою підвищеною активністю. Вона допізна проводила час на балах і маскарадах, які любила, тому що під маскою її не впізнавали або робили вигляд, що не впізнавали, і спала по кілька годин на добу. Проста схильність до розваг перетворилася на нескінченну гонитву за задоволеннями, що скандалізували увесь двір. За легковажністю Марії-Антуанетти ховалася внутрішня розчарованість, усвідомлення негідного положення, яке тривало багато років. Королівська сім'я неминуче перебувала у фокусі загальної уваги. Неспроможність короля була прекрасно відома всьому двору і слугувала темою памфлетів, а поведінка Марії-Антуанетти породила чутки про її розбещеність, які поширилися по всій Франції.

## При французькому дворі
При французькому дворі молода і недосвідчена Марія-Антуанетта виділялася здебільшого в негативному плані. Її першою фрейліною призначили мадам Нуальє, жінку досить строгих правил. Проте Марія-Антуанетта, відчуваючи надмірну опіку з боку літньої пані та нудячись від неї, дала їй прізвисько «Мадам Етикет». Звичаї французького двору залишалися чужими принцесі, єдиною людиною, кому вона довіряла і в кого шукала підтримки, був посол Австрії, граф Мерсі д'Аржанто. Марією-Терезією йому була відведена також роль наставника принцеси, крім того він мав тримати імператрицю в курсі всіх подій при дворі. Таким чином виникло знамените листування Мерсі д'Аржанто, яке є безцінною хронікою життя Марії-Антуанетти з її весілля в 1770 році до смерті в 1793 році.
Перші три роки шлюбу вона перебувала під впливом не тільки д'Аржанто, а й трьох неодружених доньок короля — Аделаїди, мадам Вікторії і мадам Софії. Вони використовували наївну і добродушну дофіну в своїх інтригах, спрямованих здебільшого проти фаворитки короля, яка була для трьох сестер небажаною персоною при дворі. Під впливом так званих тіточок Марія-Антуанетта почала негативно ставитися до фаворитки Людовика XV, мадам дю Баррі. Незважаючи на те, що мадам дю Баррі мала великі зв'язки при дворі, дофіна на початку всіляко ухилялася від спілкування з фавориткою. Сама же дю Баррі не могла за етикетом першою  заговорити з майбутньою королевою. Тільки після того, як кронпринцеса послухалася поради своєї матері пристосовуватися при дворі, вона адресувала дю Баррі свої знамениті сім слів: «Сьогодні у Версалі щось занадто багато людей!» Це були перші й останні слова з вуст дофіни, адресовані мадам дю Баррі.

## Королева Франції
Сходження на престол Людовіка XVI зустріли з ентузіазмом: всі сприйняли його як закінчення довгої епохи фаворитизму й очікували змін на краще. Дружина короля мала репутацію милосердної, щедрої і великодушної жінки.
Ставши королевою, Марія-Антуанетта звільнилася від опіки тіток Людовика XVI і своїх гувернанток.
Я дуже всім цим схвильована і ще більше схвильована долею моєї доньки. Доля її буде або блискучою, або глибоко нещасною. Король, міністри перебувають у вкрай скрутному становищі, справи держави заплутані і розладжені, а вона така молода! У неї ніколи не було і, мабуть, ніколи не буде серйозних прагнень.
 — писала Марія-Терезія Мерсі д'Аржанто..
Мати закликàла Марію-Антуанетту вести «спокійне та гідне життя» і «докладати всіх зусиль на благо держави» і сподівалася на продовження дружніх відносин між Францією та Австрією заради європейського миру.
В оточення Марії-Антуанетти міг потрапити лише той, хто показав своє вміння розважати її. Ті, хто добре знали королеву, дивувалися, яких нікчемних людей наблизила вона до себе. За деякими винятками це були інтригани, які, користуючись дружбою з королевою, отримували вигідні посади, пільги і дорогі подарунки для себе і своїх родичів. Такою була найближча подруга королеви — графиня де Поліньяк, що походила із зубожілої аристократичної сім'ї. Зліт Поліньяк був стрімким. Усі члени її родини зайняли вигідні посади при дворі. Щорічно це сімейство з королівської скарбниці отримувало близько півмільйона ліврів. Невдовзі королева стає слухняним знаряддям недостойних людей зі свого оточення. Питання про призначення на будь-який пост вирішувала тільки Марія-Антуанетта, за спиною якої стояла Поліньяк.

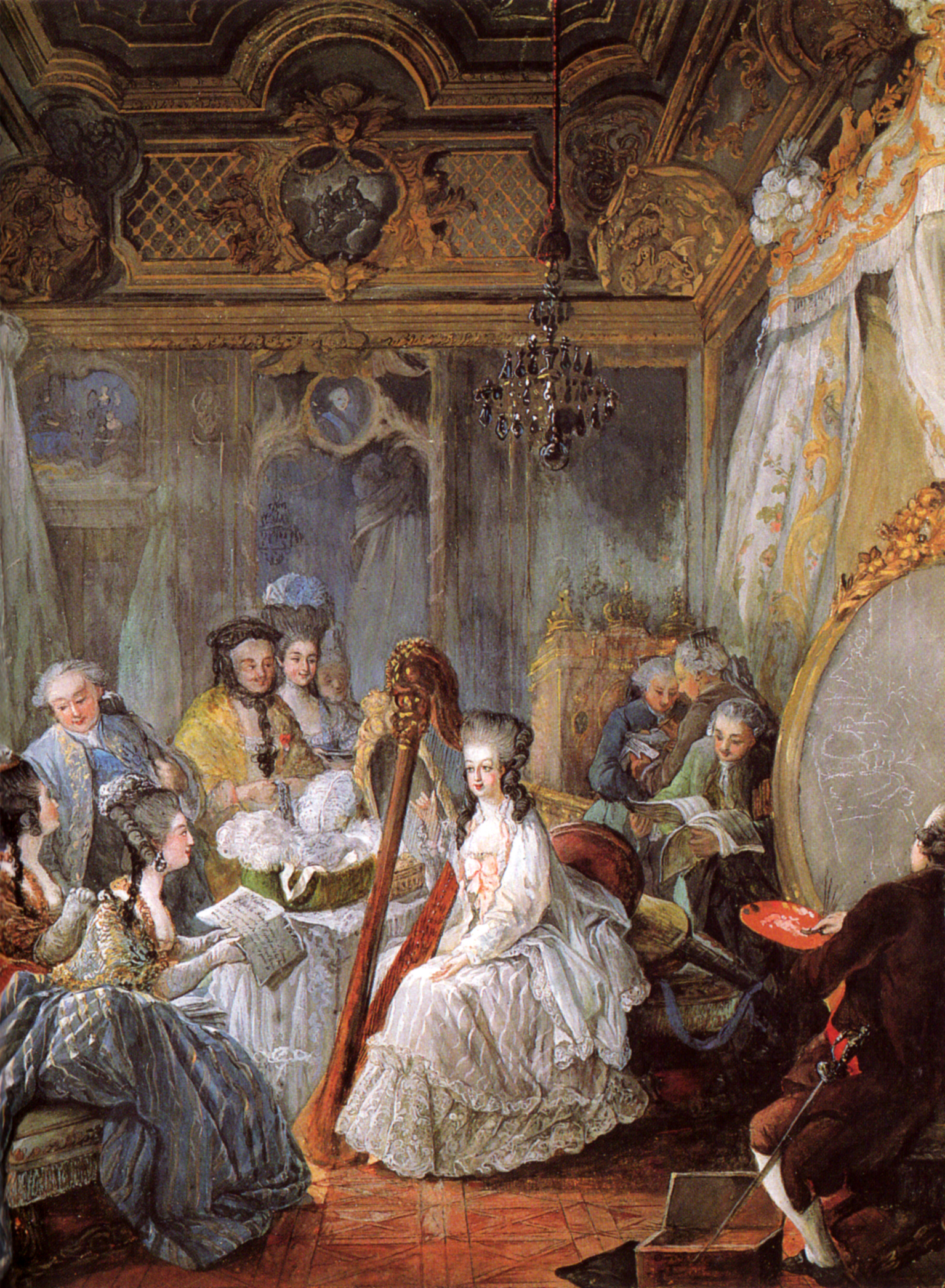
Марія-Антуанетта грає на арфі

Але винятки все-таки були. Наприклад, визнаний майстер у мистецтві катання на ковзанах шевальє де Сен-Жорж, який був партнером Марії-Антуанетти по льоду. У модній для вищого суспільства того часу розвазі — катанні на ковзанах — з королевою Франції не могла зрівнятися жодна жінка..
Марія-Антуанетта захопилася роллю законодавиці мод. Король збільшив її утримання, але коштів на оплату убрань і прикрас все одно не вистачало. Марія-Антуанетта, знехтувавши королівською забороною, брала участь в азартних іграх. У салон королеви допускалися всі, хто був спроможний вести велику гру, в тому числі люди з поганою репутацією. За повідомленням Мерсі д'Аржанто, в 1778 році королева програла 171344 франків..
Ще однією дорогою іграшкою для королеви став Малий Тріанон. Марія-Антуанетта зробила його своєю резиденцією, куди втекла від версальського етикету, який пригнічував її, з невеликою кількістю обраних. Цим викликала ненависть тих придворних, які не були допущені в її оточення.
Спосіб життя молодої недосвідченої королеви, яка часто порушувала церемоніал версальського двору і з самого початку охрещеної громадою як «австріячка», давав привід до численних наклепницьких вигадок. Історія з намистом королеви надзвичайно зашкодила її репутації і стала приводом для злісних пліток, які охоче приймали на віру. Ревно підтримуючи розбещену, жадібну і фанатично ворожу до будь-яких реформ придворну партію, Марія-Антуанетта значною мірою сприяла падінню Тюрго і Мальзерба; вона відкрито втручалася в політику, підтримуючи інтереси Австрії з приводу подій в Нідерландах і Баварії.
Із самого початку революції королева стала запеклим ворогом конституційно-демократичного режиму. При нападі черні на Версаль (5-6 жовтня 1789 року) її життю загрожувала серйозна небезпека. Коли вона переселилася з королем в Тюїльрі, вона спонукала його до рішучих дій та зав'язала відносини з Мірабо для порятунку монархії, але у вирішальний момент усі плани розбилися об ненависть і недовіру Марії до вождя конституційної партії. Невдала спроба втечі 20 червня 1791 значно погіршила становище Марії-Антуанетти і її чоловіка. Вона намагалася прискорити австрійсько-прусське вторгнення щоб порятувати трон і королівську родину, однак це привело до протилежного результату. Коли 10 серпня 1792 Тюїльрійський палац був узятий, вона зберегла спокій і гідність.

## Останні дні Марії-Антуанетти

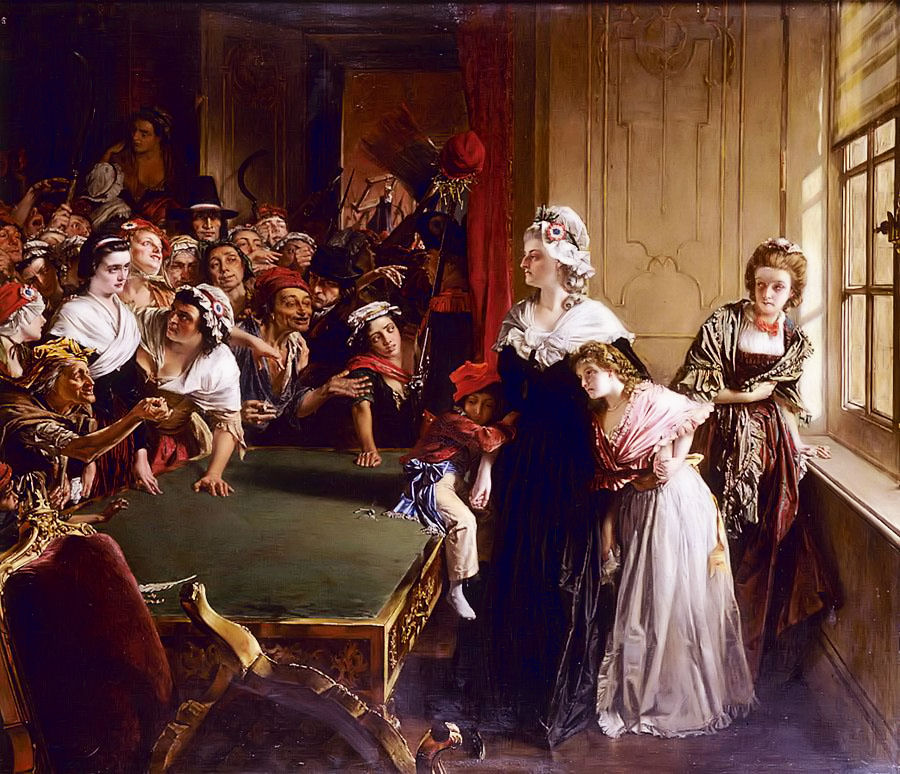
Напад черні на Тюїльрі. Марія Антуанетта захищає своїх дітей

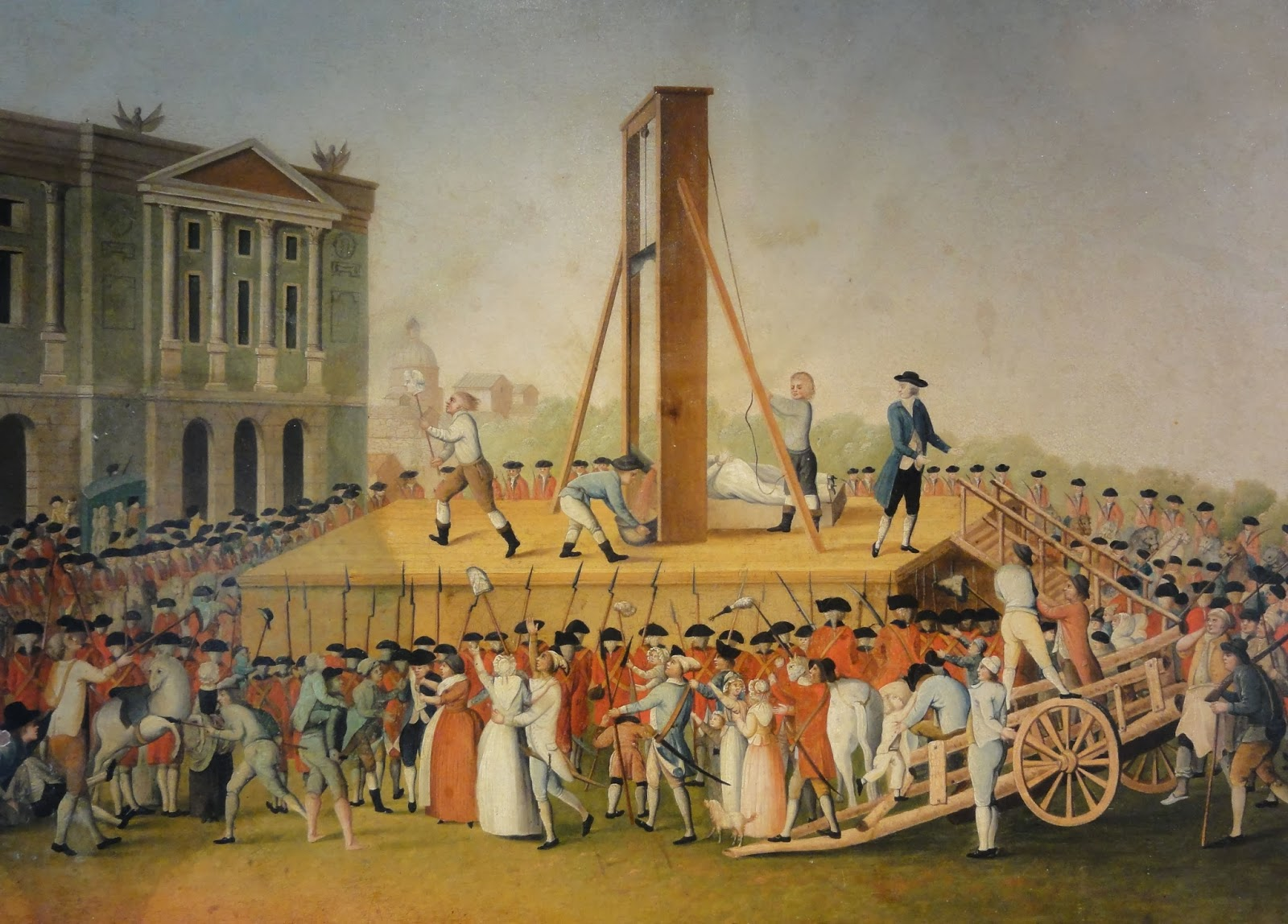
Страта Марії-Антуанетти

Австрійський імператор Леопольд II, брат Марії-Антуанетти, хотів допомогти своїй сестрі та її чоловікові й почав війну проти охопленої революцією Франції. Це викликало новий спалах повстання. Народ увірвався в королівський палац Людовика XVI і всю його сім'ю ув'язнили. Влада в країні перейшла до Конвенту.
Через п'ять місяців після страти Людовика XVI революційний Комітет громадського порятунку ухвалив рішення перевести Марію-Антуанетту з донжона замку Тампль в камери вежі Консьєржері на паризькому острові Сіте. Приймаючи це рішення, революційний трибунал розраховував на те, що австрійський уряд негайно почне переговори про закінчення війни. Проте ні Австрія, ні інші європейські держави ніяк не відреагували на це. Зате деякі затяті роялісти почали розробляти план визволення королеви з в'язниці.
Марію-Антуанетту доставили в Консьєнжері 2 серпня 1793 і розмістили в камері, що виходила вікнами на так званий Жіночий двір. Камера була дуже стримано умебльована: ліжко з ложем з ременів, раковина, невеликий столик з ящиком, табуретка і два стільці. На королеві була траурна сукня, і вона мала з собою трохи білизни — білу нічну сорочку, пару батистових блузок, хустки, шовкові панчохи, кілька нічних чепчиків і стрічки. На шиї у неї висів портрет сина і його локон, захований в дитячу рукавичку.
Ні пера, ні паперу у королеви не було, і останні дні вона проводила за читанням і молитвами. Два рази на день їй приносили їжу: о дев'ятій ранку — сніданок (кава або шоколад з булочкою), а в полудень — обід (суп, овочеву страву, дичину або телятину і десерт). Вечеряла Марія-Антуанетта залишками від обіду.
Звичайна ширма відділяла королеву від двох приставлених до неї жандармів. Маркіз де Ружвіль будував плани з організації втечі королеви: задумано було викрасти її під час імпровізованого заколоту. Щоб попередити королеву, маркіз «випадково» зронив футляр від окулярів, в якому лежала записка з викладом плану. Прочитавши записку, Марія-Антуанетта розірвала її на шматочки і надряпала шпилькою на клаптику паперу: «Довіряюсь вам. Зроблю як ви сказали». Цю записку вона дала жандарму з проханням передати її кому треба, але охоронець тут же повідомив своєму начальству про підготовку втечі королеви. Після цього була посилена охорона її камери і прискорені терміни судового процесу. 14 вересня її перевели в іншу камеру.
Процес над 37-річною Марією-Антуанеттою почався о 8 ранку 15 жовтня 1793. Захисником Марії-Антуанетти на процесі став Клод Шово-Лагард, а обвинувачем — дуже грубий на мову Фукьє-Тенвіль. Полеміст Жак Ебер звинуватив Марію-Антуанетту в інцесті, але вона не стала відповідати йому. Коли один із суддів запитав, чому вона не відповідає на пред'явлені звинувачення, Марія-Антуанетта сказала схвильованим голосом: «Якщо я не відповідаю, то лише тому, що сама природа відмовляється відповідати на подібні мерзенні звинувачення на адресу матері. Я закликаю всіх, хто може, з'явитися сюди». По залу прокотився гомін і засідання суду було перервано. А незабаром з показаннями виступив сорок один свідок. Зрештою королеву звинуватили в тому, що вона підтримувала зв'язки з державами, ворожими Франції, сприяла перемозі супротивника і зрадила інтереси країни.
Наступного дня, 16 жовтня о 4:00 ранку, був зачитаний одноголосно прийнятий вирок до вищої міри покарання. Після читання вироку кат Шарль Анрі Сансон постриг наголо королеву і надів їй кайдани на відведені за спину руки. Марія-Антуанетта у білій пікейній сорочці, з чорною стрічкою на зап'ястях, з хусткою з білого мусліну, накинутою на плечі, і з чепчиком на голові, в лілових туфлях, що означало милосердя до народу Франції, сіла у візок ката.
16 жовтня 1793 року о 12:15 пополудні королева була гільотинована на площі Революції, нині площі Згоди. Останніми словами Марії Антуанетти були: «Пробачте мені, пане, я не навмисне». Вона вимовила їх, коли наступила на чобіт ката. Спочатку похована на цвинтарі Мадлен. 20 січня 1815 року перепохована у базиліці Абатства Сен-Дені. 
Пізніше її родичку Марію Луїзу видали в шлюб з Наполеоном Бонапартом для укладення вічного миру між Францією та Австрією.